# Kotłas
Kotłas (ros. Ко́тлас) − miasto w Rosji, w obwodzie archangielskim, w rejonie kotłaskim, port nad Dwiną, przy ujściu Wyczegdy. Liczy około 62 tys. mieszkańców (2021).

## Warunki naturalne

### Klimat
| Miesiąc                                        | Sty   | Lut   | Mar   | Kwi   | Maj  | Cze  | Lip  | Sie  | Wrz  | Paź   | Lis   | Gru   | Roczna |
| ---------------------------------------------- | ----- | ----- | ----- | ----- | ---- | ---- | ---- | ---- | ---- | ----- | ----- | ----- | ------ |
| Rekordy maksymalnej temperatury [°C]           | 3.5   | 5.2   | 14.5  | 26.9  | 33.0 | 33.9 | 34.5 | 35.2 | 26.9 | 20.9  | 12.4  | 5.5   | 35,2   |
| Średnie temperatury w dzień [°C]               | -9.8  | -7.2  | -0.1  | 7.9   | 15.9 | 21.0 | 23.5 | 19.7 | 13.2 | 5.2   | -2.8  | -6.9  | 6,6    |
| Średnie dobowe temperatury [°C]                | -13.4 | -11.0 | -4.6  | 2.9   | 9.8  | 15.1 | 17.7 | 14.7 | 9.2  | 2.7   | -5.3  | -10.0 | 2,3    |
| Średnie temperatury w nocy [°C]                | -17.0 | -14.8 | -9.1  | -2.1  | 3.7  | 9.1  | 11.9 | 9.6  | 5.2  | 0.1   | -7.7  | -13.1 | −2,0   |
| Rekordy minimalnej temperatury [°C]            | -44.5 | -41.8 | -34.8 | -26.1 | -7.0 | -2.8 | 0.9  | -3.6 | -7.1 | -19.7 | -34.5 | -39.6 | −44,5  |
| Opady [mm]                                     | 37.6  | 29.6  | 27.1  | 33.1  | 46.7 | 67.5 | 76.3 | 63.5 | 53.8 | 53.8  | 48.8  | 44.6  | 582,4  |
| Źródło: Котлас - meteolabs.ru {{{accessdate}}} |       |       |       |       |      |      |      |      |      |       |       |       |        |

## Historia
Pierwsze wzmianki o osadzie pochodzą z końca XIV wieku, jednak intensywny rozwój zaczczął się w latach 1895–1898, gdy do Kotłasu doprowadzona została linia kolejowa z Permu, a jednocześnie otwarto kompanię parostatkową na trasie Kotłas − Archangielsk. Kotłas stał się wtedy wielkim centrum przeładunkowym, a także producentem drewna i wyrobów z niego. W 1917 roku uzyskał prawa miejskie. W 1932 powstała stocznia remontowo-budowlana.
Od 1930 Kotłas stał się centrum przesyłowym wielkiej liczby zesłańców i więźniów, których stąd transportowano rzekami do łagrów w całym obwodzie archangielskim. Powstaje 10 łagrów, głównie przesyłowych. Część zesłańców po odbyciu wyroku osiedlała się w mieście i stawali się oni znaczną grupą mieszkańców. Od początku marca 1940 przez cały rok do Kotłasu przybywały tysiące zesłanych Polaków. Polscy jeńcy wojenni zaczynali budowę kolei Kotłas − Workuta, która to linia ostatecznie została otwarta po ukończeniu w 1942 mostu na Dwinie.
W Kotłasie w łagrze zmarli m.in.:
- znany polski aktor dwudziestolecia międzywojennego, Eugeniusz Bodo,
- polski malarz i rzeźbiarz, Stefan Dauksza.

## Współczesność

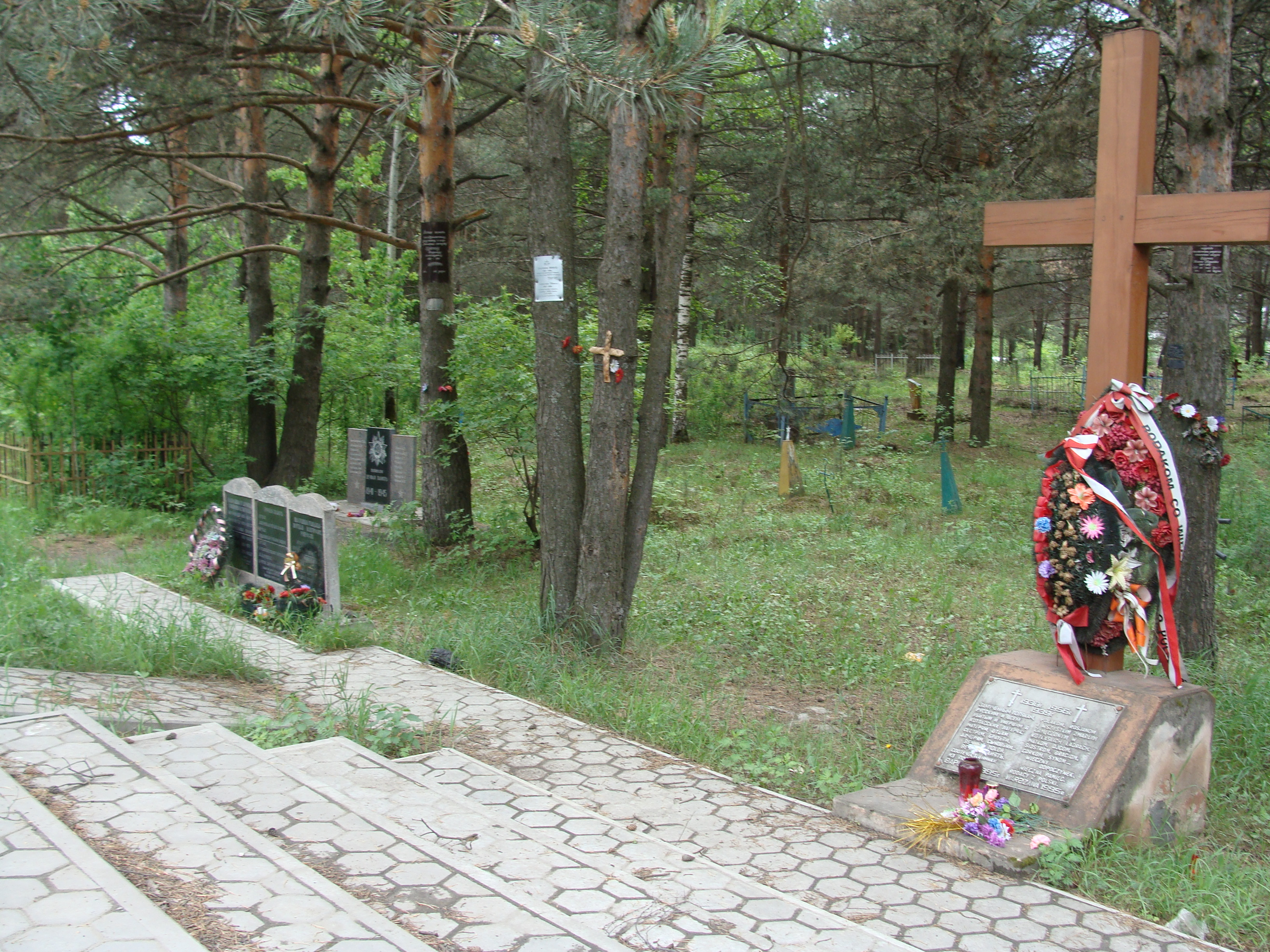
Fragment cmentarza ofiar stalinowskich na terenie byłego łagru Makaricha

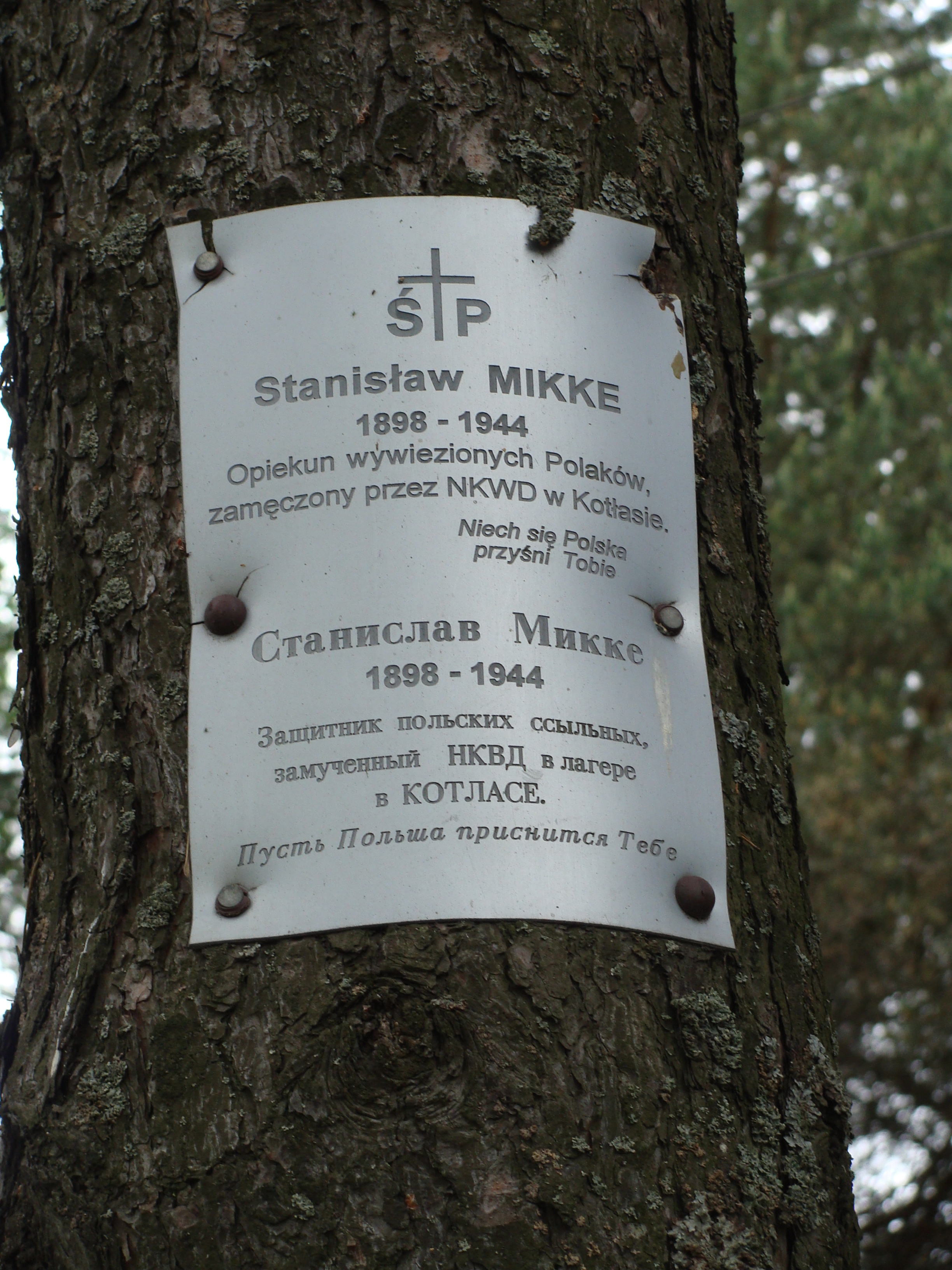
Jedno z upamiętnień ofiar stalinowskich na terenie byłego łagru Makaricha. Tablica pamięci Stanisława Mikke

Głównym zakładem przemysłowym jest stocznia, ale ważnymi zakładami są także liczne firmy branży spożywczej oraz przeróbki drewna. Tradycyjnie wielkie znaczenie mają kolej i linie rzeczne, dzięki czemu Kotłas jest znaczącym centrum transportowym. W mieście działa kilka filii wyższych uczelni Moskwy, Petersburga i Archangielska.
Na terenie największego z byłych łagrów kotłaskich Makaricha w latach 90. XX w. urządzono duży kompleks cmentarny, z pomnikami ofiar łagrów i zesłań stalinowskich (m.in. chłopów rosyjskich zmarłych na zesłaniu w ramach akcji rozkułaczania, popom), są tam również groby Polaków (w tym Eugeniusza Bodo).

## Miasta partnerskie
- Bakczysaraj, Ukraina
- Tarnów, Polska
- Waterville, Stany Zjednoczone